# Útszéli szitakötő
Az útszéli szitakötő (Sympetrum flaveolum) a rovarok (Insecta) osztályának szitakötők (Odonata) rendjébe, ezen belül az egyenlőtlen szárnyú szitakötők (Anisoptera) alrendjébe és a laposhasú acsák (Libellulidae) családjába tartozó faj.

## Előfordulása, élőhelye
Európa középső részétől egészen Szibériáig széles sávban megtalálható. A Kárpát-medencében is honos. Itt leginkább a síkvidéken fordul elő, de ott sem gyakori.

## Megjelenése
Szárnyain jellegzetes, kiterjedt sárga folt látható, és akár a hátsó szárny feléig is kiterjedhet.

## Életmódja
Lárvái lápos, mocsaras kisvizekben, bányagödrökben, nagyobb tavak nádas zónája mentén élnek, és az imágók is ilyen helyeken fordulnak elő – többnyire szórványosan. Nyár közepétől őszig repül. Nem túlzottan erőteljes röptű faj, így kézbe vétel nélkül is jól megfigyelhető és meghatározható. Biológiáját és ökológiai igényeit Magyarországon kevéssé tanulmányozták. Valószínűsítik, hogy a kisvizek lecsapolása, kiszáradása, szennyeződése, eutrofizációja veszélyeztetheti.

## Képek

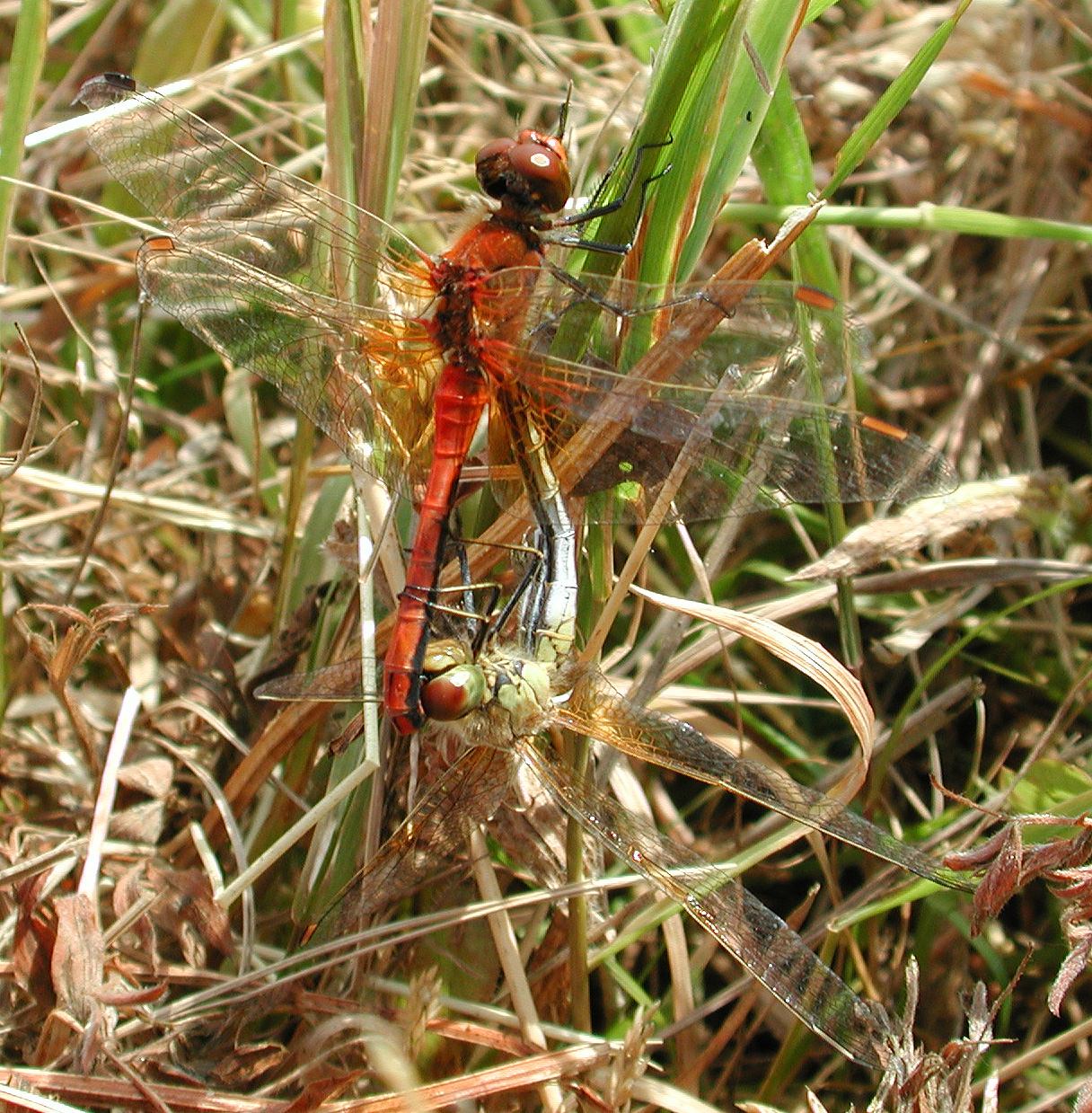
Párzó szitakötők
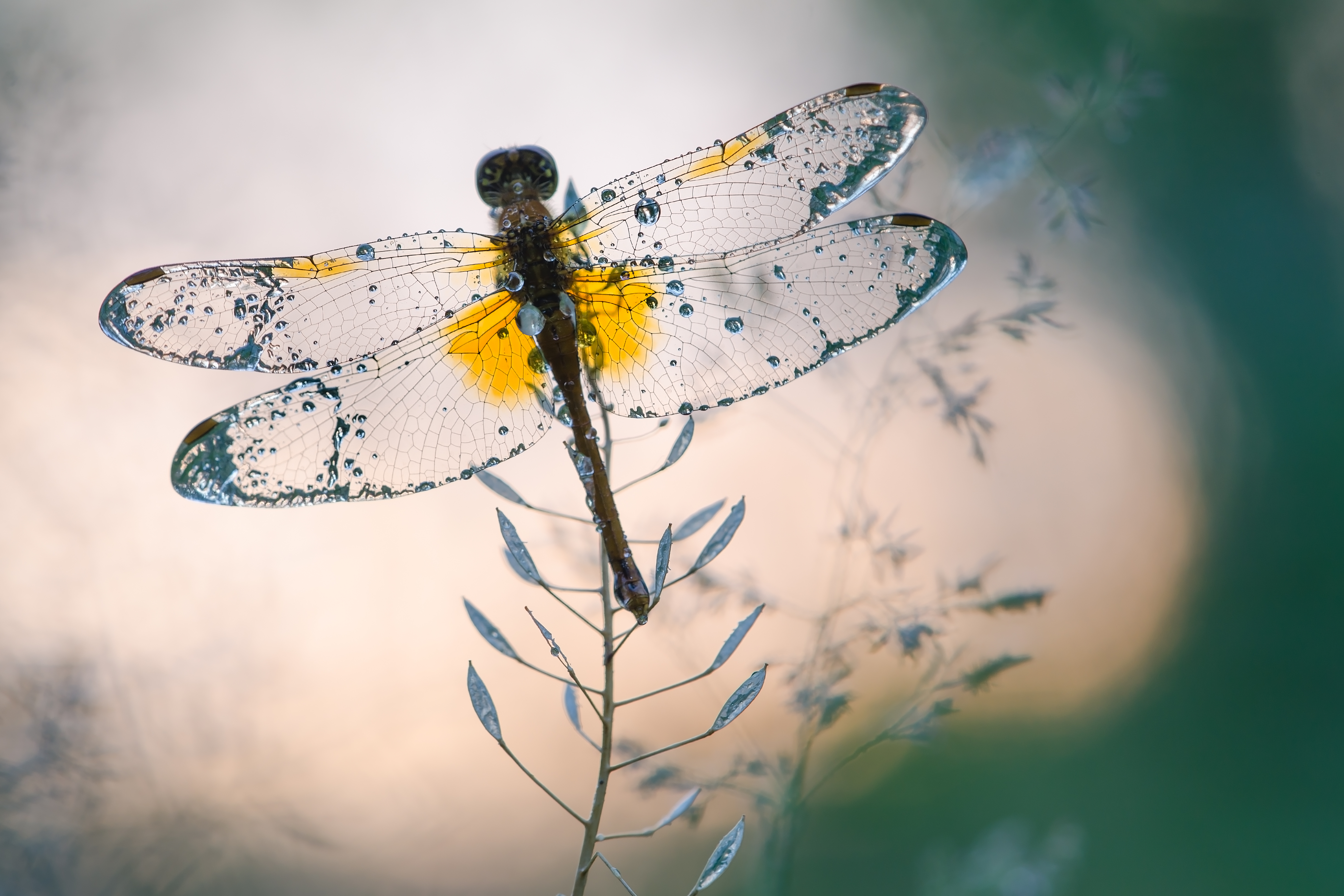
A rovar a Pusa-Vodicja parkban (Kijev, Ukrajna)
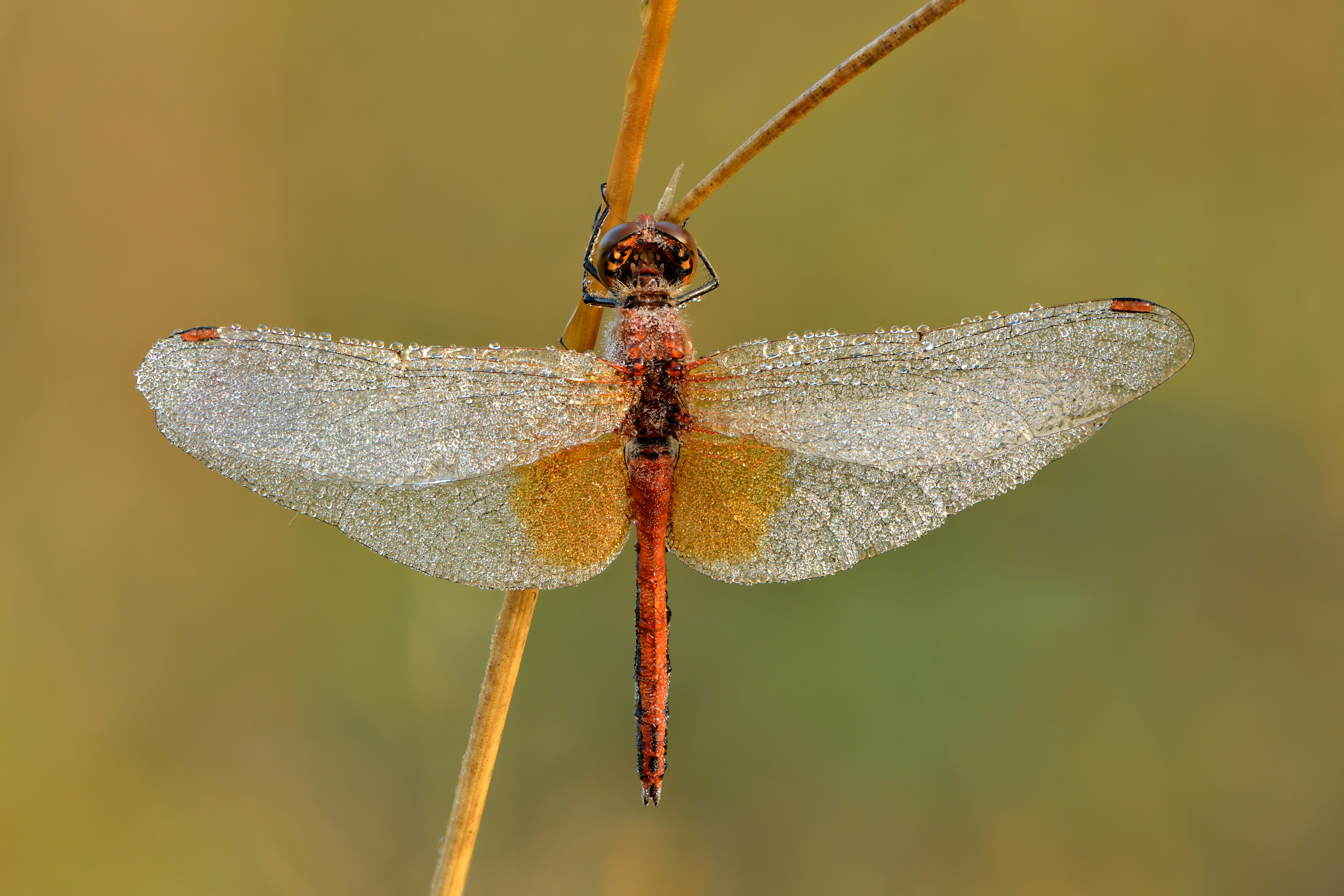
Hímnem